# 3510 Veeder
A 3510 Veeder (ideiglenes jelöléssel 1982 TP) a Naprendszer kisbolygóövében található aszteroida. Edward L. G. Bowell fedezte fel 1982. október 13-án.